# Adams fest
Adams fest er en ungdomsroman fra 2000 af den danske forfatter Martin Petersen. Den foregår i slutningen af Balkankrigen i 1990'erne, og der er ruiner over alt. Adam husker ikke noget efter krigen. Han møder en pige ved navn Sandra, da han ikke kan huske hvad han selv hedder, giver Sandra ham navnet Adam. Han forelsker sig i Sandra. Bogens hovedperson fortæller i jeg-form.

## Eksterne kilder og henvisninger
- Anmeldelse på Fortællingen.dk